# カジノ (映画)
『カジノ』（原題：Casino）は1995年のアメリカ合衆国の犯罪映画。監督マーティン・スコセッシ、主演ロバート・デ・ニーロ。ある天才賭博師を通じて、まだマフィアの支配下にあった1970年代から80年代のラスベガスを描く。ニコラス・ピレッジのノンフィクション『カジノ』を原作とし、実在の賭博師であるフランク・ローゼンタール（通称レフティ）をモデルとしている。

## ストーリー
1970年代。予想屋のサム・ロススティーン、通称エースはその極めて高い的中率によってシカゴマフィアのボス達からも信頼され、ボディガードとして暴力には自信があるニッキーを宛てがわれるほどであった。やがてマフィアのボスらは、影響力を持つ合法組織（全米トラック運転手組合チームスターズ、IBT）を迂回することで、ラスベガスの巨大カジノ「タンジール」を所有し、その利益を掠め取ることで多額の利益を得ることを決める。そして、ギャンブルを知り尽くした男としてエースを実質的な運営責任者に据える。エースはカジノ運営に必要な免許を持っていなかったが法の穴を突いて誤魔化す。エースは見事に才覚を発揮してカジノで多大な運営益を挙げ、ボスらを満足させると共に、エース自身も地元の名士として知られた存在になっていく。
エースは高級娼婦のジンジャーに一目惚れし、プロポーズするが、彼女は昔馴染みのポン引きなどの小悪党であるレスターに惚れていた。だがエースは、結婚生活を送れば次第に愛が育まれると信じ、またエースの金を狙うレスターも、ジンジャーにエースとの結婚を勧める。二人は結婚し、娘も誕生したが、ジンジャーが本当に好きなのはお金であり、レスターへの愛も無くならなかった。
一方、シカゴのボスらは再びニッキーをエースのボディーガード兼集金係としてラスベガスへ派遣する。ニッキーの悪漢ぶりを知るエースは、彼の存在を危惧していたが、その予想通りニッキーは暴走を始め、ベガスのノミ屋でみかじめ料を要求したり、さらにはタンジール内でも仲間らとイカサマを働き横暴に振る舞うようになる。エースはこのままだと警察に目をつけられると警告するが、ニッキーは無視し、結果、警察のブラックリストに載ってカジノへの出入りも一切禁止される。だが、ニッキーは今度は故郷から弟や仲間を呼び寄せると強盗を働くようになり、カジノにいた時に構築した情報網で上手く荒稼ぎすると、その金で表向きはレストランを経営し始める。
ジンジャーはレスターに大金を渡すためにエースに金をせびるが、それによってレスターと関係が切れていなかったことがバレてしまう。エースは見せしめにレスターを痛めつけるが、逆にジンジャーはショックを受けて酒浸りになってしまう。また、カジノの経営でも徹底的な管理で成功を収める一方で、地元有力者のコネで雇っていた無能な従業員を解雇したことで恨みを買ってしまう。さらにニッキー一味の犯罪によってタンジールに対する監視の目もキツくなり、ボス達への上納金も減り始めていた。そこでボスらは、アンダーボスのピスカーノをカジノへ送り込み様子を探らせる。
表向きタンジールの社長であったフィリップ・グリーンが、女性と揉め事を起こして金のことで訴えられ、法廷でカジノの帳簿の提出を迫られる事態が発生する。マフィアへの横流しが発覚してしまうためにニッキーは原告の女性を殺害し、それによってエースまでもFBIの監視対象となってしまう。エースはカジノ運営のための免許を獲得するため奔走し始めるが、一方でニッキーはカジノの運営の邪魔者を次々と殺害しはじめ、よりカジノ運営が厳しくなっていく。さすがのボスたちもニッキーを注意するが、彼は無視する。結局、エースの免許申請は、ニッキーの犯罪と、義弟を解雇された役人の妨害で、不当に拒否される。怒ったエースは、カジノで接待を受けていた政治家たちを罵り、さらに一線を超えて自らテレビ番組を製作して、政治家や役人の不正の糾弾まではじめた。
ついにボスらからエースは譴責を受け、逆にエースはニッキーのせいだと訴える。それを知ったニッキーはエースを罵り、荒れた生活を送り始める。やがてジンジャーがレスターと寄りを戻そうとエースに離婚と多額の慰謝料請求を主張し始め、エースはプライベートでも荒立つ。業を煮やしたジンジャーは金を手に入れるため、ニッキーを誘惑して男女の仲となり、彼が持つ貸し金庫の鍵を手に入れようとする。しかし、ニッキーがエースの妻を寝取ったという噂話はすぐにボス達の耳にも入り、ニッキーは焦る。そうとは知らないジンジャーはついにエースの暗殺をニッキーに行わせようとするが、無碍に断られ、自暴自棄となる。ジンジャーは家の金庫から金や宝石を持ち出して逃げようとするが、FBIに見つかり、捕まる。これを皮切りに、既にマフィア関係者らに盗聴や張り込みをしていたFBIはカジノの帳簿を抑えるなど、一斉検挙作戦に移る。
逮捕を逃れるため、ボスらの命令で関係者らの口封じが実行に移される。大勢の者たちが殺され、ジンジャーも麻薬を過剰に打たれて事故死に見せかけて殺される。エースは自動車爆弾で暗殺されかけるが爆弾の仕掛けが甘く、かろうじて生き延びる。ただ、ボスたちはエースはまだ役立つと考えており、爆弾はニッキーの独断専行であった。ボスたちは警察から身を隠すために弟共にイリノイ州に逃げていたニッキーの粛清を決定する。トウモロコシ畑に呼び出されたニッキーらは見せしめ目的もあり、激しい暴行の上で生き埋めにして惨殺される。
エピローグ。エースはサンディエゴにて再び予想屋をしながら静かに暮らしていた。もはや大手資本が入ったラスベガスは様変わりし、巨大なレジャー・ランドのようになったと嘆く、エースのモノローグで物語は終わる。

## キャスト
※括弧内は日本語吹替
- サム・“エース”・ロススティーン：ロバート・デ・ニーロ（津嘉山正種）
- ジンジャー・マッケンナ：シャロン・ストーン（勝生真沙子）
- ニコラス・“ニッキー”・サントロ：ジョー・ペシ（樋浦勉）
- レスター・ダイアモンド：ジェームズ・ウッズ（田中正彦）
- ビリー・シャーバート：ドン・リックルズ（島香裕）
- アンディ・ストーン：アラン・キング（宝亀克寿）
- フィリップ・グリーン：ケヴィン・ポラック（伊藤和晃）
- リモ・ガッジ：パスクァーレ・カヤーノ（英語版）（藤本譲）
- パット・ウェッブ：L・Q・ジョーンズ（水野龍司）
- フランク・マリーノ：フランク・ヴィンセント（手塚秀彰）
- ドミニク・サントロ：フィリップ・スリアーノ（英語版）（星野充昭）
- アーティ・ピスカーノ：ヴィニー・ヴェラ（英語版）（福田信昭）
- ジョン・ナンス：ビル・アリソン（英語版）（中博史）
- ドナルド・“ドン”・ウォード：ジョン・ブルーム（英語版）
- チャーリー・“クリーン・フェイス”・クラーク：リチャード・リール（中博史）
- ヴィンセント・ボレリ：ジョセフ・リガノ（天田益男）
- K・K・イチカワ：ノブ・マツヒサ
- 本人役：オスカー・グッドマン（幹本雄之）
- ハリソン・ロバーツ上院議員：ディック・スマザーズ（英語版）

## 製作

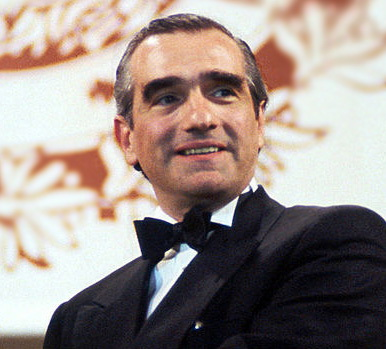
マーティン・スコセッシ（1995年）

本作はニコラス・ピレッジのノンフィクション『カジノ』を原作とする。この著作は、ピレッジがラスベガス・サン紙が報じたカジノ業界の重鎮フランク・ローゼンタール（通称レフティ）とその妻ジェリ・マギーの夫婦喧嘩に関する1980年の記事を読んだことから始まる。
この頃、ピレッジが脚本を担当し、同じくイタリア系マフィアを題材とした映画『グッドフェローズ』（1990年公開）の撮影が終わりに近づいており、彼は1970年代のラスベガスを次のテーマに選んだ。
劇中に登場するタンジール・リゾートは架空のものであるが、1974年に全米トラック運転手組合チームスターズが運営していたチームスターズ・セントラル・ステーツ年金基金（ Teamsters Central States Pension Fund）からの融資を利用してアージェント・コーポレーションが買収したスターダスト・リゾート・アンド・カジノがモデルになっている。
アージェントの表向きの社長はアレン・グリックであったが、実態はアメリカ中西部の様々な犯罪組織（マフィア）によって支配されていたと今日にはみなされている。その後、6年にわたり、アージェント社は様々な手口を用いて700万ドルから1500万ドルの資金を横領した。この犯罪は最終的にFBIによって摘発されたが、当時最大の被害額であった。
また、この事件捜査の中でマフィア幹部数名が有罪判決を受けた。
ピレッジは『グッドフェローズ』の監督を務めたマーティン・スコセッシに連絡を取り、本作の監督を依頼した。
スコセッシは興味を持ち、「成功のアイデアが尽きない（idea of success, no limits）」と述べた。
ピレッジは著作の刊行後に映画化に集中したいと考えていたが、スコセッシは先に映画化することを勧めた。
スコセッシとピレッジは1994年末から5ヶ月にわたり、本作の脚本を練った。
実在の人物たちであるフランク・ローゼンタール（レフティ）、ジェリ・マギー、アンソニー・スピロトロと、彼の実弟マイケル、側近フランク・カルロッタ、また、マフィアのボスであるジョゼフ・アイウッパは、物語に沿って書き直され、一部の人物は統合された。また、一部はシカゴではなくカンザスシティが舞台となった。これらは「実話に基づく」ではなく「実話を基にした」とするための改変であった。
モデルとなった事件で逮捕され、当時は既に足を洗っていたカルロッタは本作の技術顧問を務め、殺し屋の役も演じている。劇中の人物としてはフランク・ヴィンセントが演じたフランク・マリーノのモデルがカルロッタである。
脚本を簡素化する過程でサム・ロススティーン（エース）は、タンジール・カジノのみで働くことになった。これはマフィアが運営するカジノに伴う試練を観客に見せるためであった。
また、スコセッシによれば、本来のオープニングは、仲が冷めきったエースとジンジャーが芝生の上で夫婦喧嘩するシーンであったという。これはオープニングにしては詳しすぎるために、最終的に自動車爆弾で吹っ飛ぶエースのスローモーションシーンに変更された。スコセッシは魂が地獄に落ちようとしているかのようだと評している。

## 作品の評価
Rotten Tomatoesによれば、批評家の一致した見解は「一部の視聴者にはマーティン・スコセッシ監督にとって安全牌のような印象を与えるかもしれない、おなじみの物語にもかかわらず、傑出したキャストによる印象的な熱意と華麗な演技のおかげで『カジノ』は成果をあげている。」であり、64件の評論のうち高評価は80%にあたる51件で、平均して10点満点中7.17点を得ている。
Metacriticによれば、17件の評論のうち、高評価は13件、賛否混在は3件、低評価は1件で、平均して100点満点中73点を得ている。

## 原作
- 『カジノ』 ニコラス・ピレッジ著、広瀬順弘訳、ハヤカワ文庫NF 1996年 ISBN 978-4150502003
  - 原題: Casino: Love and Honor in Las Vegas